# Aarhus Kommune
Aarhus Kommune eller Århus Kommune er en kommune i Østjylland, som omfatter Aarhus by og en række større og mindre omkringliggende satellitbyer. Aarhus Kommune er indbyggermæssigt landets næststørste med 367.095 indbyggere  (2024), kun overgået af Københavns Kommune. Kommunen har siden Strukturreformen i den offentlige sektor i 2007 været en del af Region Midtjylland. Kommunen er en del af Byregion Østjylland.
Kommunen brugte i perioden 1948 (hvor bolle-å blev indført som del af Retskrivningsreformen i 1948) til 2010 stavemåden "Århus", men har siden 1. januar 2011 kaldt sig "Aarhus". I oktober 2010 stemte byrådet, ledet af borgmester Nicolai Wammen, for at ændre stavemåde.

## Geografi
Kommunen har et areal på 469.56 km² og har 367.095 indbyggere  (2024).
| Kommunens største byer |               |                   |
| Nr                     | By            | Indbyggere (2024) |
| 1                      | Aarhus        | 295.688           |
| 2                      | Lystrup       | 10.259            |
| 3                      | Beder-Malling | 9.395             |
| 4                      | Løgten        | 8.624             |
| 5                      | Mårslet       | 5.146             |
| 6                      | Solbjerg      | 4.787             |
| 7                      | Harlev        | 3.904             |
| 8                      | Hjortshøj     | 3.608             |
| 9                      | Sabro         | 3.378             |
| 10                     | Trige         | 3.263             |
| 11                     | Elev          | 1.934             |
| 12                     | Lisbjerg      | 1.519             |
| 13                     | Spørring      | 1.118             |
| 14                     | Hårup         | 900               |
| 15                     | Studstrup     | 811               |
| 16                     | Mundelstrup   | 420               |
| 17                     | Mejlby        | 408               |
| 18                     | Ormslev       | 362               |
| 19                     | Borum         | 308               |

## Demografi
| Årstal | Befolkningstal |
| ------ | -------------- |
| 950    | ca. 500-1000   |
| 1620   | ca. 4000       |
| 1835   | ca. 6800       |
| 1860   | ca. 11.000     |
| 1890   | ca. 33.000     |
| 1900   | ca. 50.000     |
| 1935   | ca. 100.000    |
| 1945   | ca. 140.000    |
| 1950   | ca. 150.000    |
| 1980   | 244.839        |
| 1985   | 252.071        |
| 1990   | 261.437        |
| 1995   | 277.477        |
| 2000   | 284.846        |
| 2003   | 291.258        |
| 2006   | 295.513        |
| 2009   | 302.618        |
| 2012   | 314.545        |
| 2015   | 326.175        |
| 2016   | 330.547        |
| 2017   | 335.607        |
| 2018   | 340.312        |
| 2019   | 345.208        |
| 2020   | 349.910        |

Aarhus Kommune har gennem århundreder været blandt de kommuner i Danmark, der har oplevet størst befolkningstilvækst. Helt tilbage til 1801 er kommunens indbyggertal således vokset forholdsvist mere end landet som helhed. Kommunen fik den 28. august 2008 sin indbygger nummer 300.000.
I Aarhus by bor der 239.865 (2009) . I Aarhus Kommune, som bl.a. omfatter de omkringliggende satellitbyer Løgten-Skødstrup, Hjortshøj, Lystrup, Trige, Lisbjerg, Sabro, Harlev, Solbjerg, Mårslet, Beder og Malling, bor der 349.910 indbyggere (1. januar 2020). Aarhus Kommune befinder sig dermed netop inden for top 100 over de største subnationale administrative enheder i EU. I årene 2012-2022 forventes folketallet i kommunen at stige med ca. 35.000 personer, så det i løbet af 2022 vil passere 350.000. Det er en stigning på 11,2 %.
Aarhus Kommune beskæftiger pr. januar 2024 mere 33.000 medarbejdere (knap 24.000 fuldtidsstillinger) og er dermed kommunens suverænt største arbejdsgiver indenfor kommunegrænsen samt én af Danmarks største offentlige arbejdsgivere. Det årlige driftsbudget er på ca. 24 mia. kr.

## Byens styre
Kommunen ledes af et 31 medlemmer stort byråd og har som den eneste i landet magistratsstyre. Efter 4 år med Venstres Louise Gade i borgmesterstolen, lykkedes det i 2005 Socialdemokraterne at generobre posten, som partiet har beklædt, siden Aarhus i 1918 fik sin første folkevalgte borgmester. Aarhus' borgmester er Anders Winnerskjold (S). Han afløste Jacob Bundgaard, da denne i 2024 valgte at trække sig fra borgmesterposten.

### Mandatfordeling 1970–2021
For valgresultater for Aarhus Kommune før 1970 se: Århus Købstadskommune.
| 17 | 2 | 8 |  | 3 |

| 27 |

| 13 | 2 | 4 | 2 |  | 2 | 4 |  | 2 |

| 25 | 6 |

| 13 | 2 | 5 | 3 | 2 | 3 |  | 2 |

| 23 | 8 |

| 11 |  | 6 |  | 5 |  | 3 | 2 |  |

| 20 | 11 |

| 12 |  | 7 | 7 |  | 2 |  |

| 19 | 12 |

| 12 |  | 5 |  | 6 | 3 |  | 2 |

| 20 | 11 |

| 15 |  | 3 | 4 | 6 |  |  |

| 19 | 12 |

| 13 |  | 3 | 4 | 2 | 7 |  |

| 18 | 13 |

| 11 | 2 | 2 | 3 |  | 11 |  |

| 25 | 6 |

| 13 | 2 |  | 2 |  | 11 |  |

| 23 | 8 |

| 14 |  | 3 | 5 | 2 | 5 |  |

| 19 | 12 |

| 13 | 2 | 2 | 2 |  | 2 | 6 | 3 |

| 21 | 10 |

| 13 | 2 |  | 3 |  | 2 | 6 | 2 |  |

| 18 | 13 |

| 10 | 3 | 5 |  | 4 |  | 4 | 3 |

| 19 | 12 |

| 9 | 3 | 6 | 5 |  |  | 3 |  |  |  |

| 18 | 13 |

### Nuværende byråd
| Navn                                      | Parti                                    |
| ----------------------------------------- | ---------------------------------------- |
| Jacob Bundsgaard (Borgmester 2011 - 2024) | Socialdemokratiet - 10 mandater          |
| Anders Winnerskjold (Borgmester 2024 - )  | Socialdemokratiet - 10 mandater          |
| Anette Poulsen                            | Socialdemokratiet - 10 mandater          |
| Eva Borchorst Mejnertz                    | Socialdemokratiet - 10 mandater          |
| Jasmine Søgaard                           | Socialdemokratiet - 10 mandater          |
| Lone Hindø                                | Socialdemokratiet - 10 mandater          |
| Steffen Wich                              | Socialdemokratiet - 10 mandater          |
| Jesper Kjeldsen                           | Socialdemokratiet - 10 mandater          |
| Polly Dutschke                            | Socialdemokratiet - 10 mandater          |
| Hüseyin Arac                              | Socialdemokratiet - 10 mandater          |
| Steen Stavnsbo                            | Det Konservative Folkeparti - 5 mandater |
| Purnima Erichsen                          | Det Konservative Folkeparti - 5 mandater |
| Christian Baller                          | Det Konservative Folkeparti - 5 mandater |
| Peter Sporleder                           | Det Konservative Folkeparti - 5 mandater |
| Mette Skautrup                            | Det Konservative Folkeparti - 5 mandater |
| Thomas Medom                              | Socialistisk Folkeparti - 4 mandater     |
| Liv Gro Jensen                            | Socialistisk Folkeparti - 4 mandater     |
| Mette Bjerre                              | Socialistisk Folkeparti - 4 mandater     |
| Jan Ravn Christensen                      | Socialistisk Folkeparti - 4 mandater     |
| Christian Budde                           | Venstre - 4 mandater                     |
| Bünyamin Simsek                           | Venstre - 4 mandater                     |
| Gert Bjerregaard                          | Venstre - 4 mandater                     |
| Mathilde Hjort Bressum                    | Venstre - 4 mandater                     |
| Metin Lindved Aydin                       | Radikale Venstre - 3 mandater            |
| Rabih Azad-Ahmad                          | Radikale Venstre - 3 mandater            |
| Mahad Yussuf                              | Radikale Venstre - 3 mandater            |
| Laura Bryhl                               | Enhedslisten - 3 mandater                |
| Katrine Vinther Nielsen                   | Enhedslisten - 3 mandater                |
| Thure Hastrup                             | Enhedslisten - 3 mandater                |
| Henrik Arens                              | Nye Borgerlige - 1 mandat                |
| Jakob Søgaard Clausen                     | Dansk Folkeparti - 1 mandat              |

| Navn                    | Skiftet fra       | Skiftet til                 | Dato               |
| ----------------------- | ----------------- | --------------------------- | ------------------ |
| Jakob Søgaard Clausen   | Dansk Folkeparti  | Løsgænger                   | 19. august 2022    |
| Thure Hastrup           | Enhedslisten      | Løsgænger                   | 23. februar 2023   |
| Jakob Søgaard Clausen   | Løsgænger         | Danmarksdemokraterne        | 6. marts 2023      |
| Henrik Arens            | Nye Borgerlige    | Løsgænger                   | 27. marts 2023     |
| Katrine Vinther Nielsen | Enhedslisten      | Socialistisk Folkeparti     | 30. maj 2023       |
| Polly Dutschke          | Socialdemokratiet | Radikale Venstre            | 9. februar 2024    |
| Henrik Arens            | Løsgænger         | Liberal Alliance            | 13. september 2024 |
| Bünyamin Simsek         | Venstre           | Løsgænger                   | 19. november 2024  |
| Thure Hastrup           | Løsgænger         | Alternativet                | 2. december 2024   |
| Polly Dutschke          | Radikale Venstre  | Moderaterne                 | 3. december 2024   |
| Bünyamin Simsek         | Løsgænger         | Det Konservative Folkeparti | 10. januar 2025    |

| Dato              | Udtrådt              | Indtrådt          | Parti                       |
| ----------------- | -------------------- | ----------------- | --------------------------- |
| 5. august 2022    | Steen Stavnsbo       | Nicolaj Bang      | Det Konservative Folkeparti |
| 9. august 2022    | Laura Bryhl          | Solveig Munk      | Enhedslisten                |
| 13. august 2024   | Jasmine Søgaard      | Aase Pedersen     | Socialdemokratiet           |
| 6. november 2024  | Jacob Bundsgaard     | Steen B. Andersen | Socialdemokratiet           |
| 21. november 2024 | Jan Ravn Christensen | Anne Hammer       | Socialistisk Folkeparti     |

Magistraten har følgende medlemmer:
| Navn                | Parti                       | Område                                      |
| ------------------- | --------------------------- | ------------------------------------------- |
| Anders Winnerskjold | Socialdemokratiet           | Borgmester                                  |
| Thomas Medom        | Socialistisk Folkeparti     | Rådmand for Børn & Unge                     |
| Anette Poulsen      | Socialdemokratiet           | Rådmand for Sociale Forhold & Beskæftigelse |
| Christian Budde     | Venstre                     | Rådmand for Sundhed & Omsorg                |
| Rabih Azad-Ahmad    | Radikale Venstre            | Rådmand for Kultur & Borgerservice          |
| Nicolaj Bang        | Det Konservative Folkeparti | Rådmand for Teknik & Miljø                  |
| Jesper Kjeldsen     | Socialdemokratiet           | Uden portefølje                             |
| Thure Hastrup       | Alternativet                | Uden portefølje                             |
| Henrik Arens        | Liberal Alliance            | Uden portefølje                             |

### Kommunalbestyrelsen 2017-2021
| Navn                          | Parti                                  |
| ----------------------------- | -------------------------------------- |
| Jacob Bundsgaard (Borgmester) | Socialdemokratiet - 13 mandater        |
| Anders Winnerskjold           | Socialdemokratiet - 13 mandater        |
| Camilla Fabricius             | Socialdemokratiet - 13 mandater        |
| Kristian Würtz                | Socialdemokratiet - 13 mandater        |
| Anette Poulsen                | Socialdemokratiet - 13 mandater        |
| Steen B. Andersen             | Socialdemokratiet - 13 mandater        |
| Lone Hindø                    | Socialdemokratiet - 13 mandater        |
| Hüseyin Arac                  | Socialdemokratiet - 13 mandater        |
| Peder Udengaard               | Socialdemokratiet - 13 mandater        |
| Louise Lindskrog              | Socialdemokratiet - 13 mandater        |
| Mahad Yussuf                  | Socialdemokratiet - 13 mandater        |
| Dorthe Borgkvist              | Socialdemokratiet - 13 mandater        |
| Ango Winther                  | Socialdemokratiet - 13 mandater        |
| Bünyamin Simsek               | Venstre - 6 mandater                   |
| Gert Bjerregaard              | Venstre - 6 mandater                   |
| Lene Horsbøl                  | Venstre - 6 mandater                   |
| Heidi Bank                    | Venstre - 6 mandater                   |
| Hans Skou                     | Venstre - 6 mandater                   |
| Peter Sporleder               | Venstre - 6 mandater                   |
| Thomas Medom                  | Socialistisk Folkeparti - 3 mandater   |
| Jan Ravn Christensen          | Socialistisk Folkeparti - 3 mandater   |
| Mette Bjerre                  | Socialistisk Folkeparti - 3 mandater   |
| Keld Hvalsø                   | Enhedslisten - 2 mandater              |
| Maria Sloth                   | Enhedslisten - 2 mandater              |
| Jette Skive                   | Dansk Folkeparti - 2 mandater          |
| Knud N. Mathiesen             | Dansk Folkeparti - 2 mandater          |
| Rabih Azad-Ahmad              | Radikale Venstre - 2 mandater          |
| Eva Borchorst Mejnertz        | Radikale Venstre - 2 mandater          |
| Marc Perera Christensen       | Det Konservative Folkeparti - 1 mandat |
| Almaz Mengesha                | Liberal Alliance - 1 mandat            |
| Liv Gro Jensen                | Alternativet - 1 mandat                |

| Navn                   | Skiftet fra       | Skiftet til                 | Dato              |
| ---------------------- | ----------------- | --------------------------- | ----------------- |
| Dorthe Borgkvist       | Socialdemokratiet | Løsgænger                   | 8. oktober 2019   |
| Almaz Mengesha         | Liberal Alliance  | Løsgænger                   | 30. juni 2019     |
| Almaz Mengesha         | Løsgænger         | Venstre                     | 16. november 2019 |
| Peter Sporleder        | Venstre           | Det Konservative Folkeparti | 7. februar 2020   |
| Liv Gro Jensen         | Alternativet      | Socialistisk Folkeparti     | 27. juni 2020     |
| Mahad Yussuf           | Socialdemokratiet | Radikale Venstre            | 26. august 2020   |
| Ango Winther           | Socialdemokratiet | Det Konservative Folkeparti | 19. november 2020 |
| Eva Borchorst Mejnertz | Radikale Venstre  | Løsgænger                   | 27. november 2020 |
| Eva Borchorst Mejnertz | Løsgænger         | Socialdemokratiet           | 15. december 2020 |

| Dato             | Udtrådt                 | Indtrådt             | Parti                       |
| ---------------- | ----------------------- | -------------------- | --------------------------- |
| 2. februar 2018  | Maria Sloth             | Lone Norlander Smith | Enhedslisten                |
| 13. oktober 2018 | Marc Perera Christensen | Mette Skautrup       | Det Konservative Folkeparti |
| 30. august 2019  | Camilla Fabricius       | Ali Nuur             | Socialdemokratiet           |
| 1. april 2020    | Keld Hvalsø*            | Peter Hegner Bonfils | Enhedslisten                |
| 28. januar 2021  | Peter Hegner Bonfils    | Viggo Jonasen        | Enhedslisten                |
| 29. marts 2021   | Louise Lindskrog        | Michael Krogh Hansen | Socialdemokratiet           |

*= Keld Hvalsø fik orlov på ubestemt tid, men genoptog aldrig arbejdet i Århus byråd, og var derfor de facto udtrådt.

## Borgmestre
Førend titlen som borgmester blev indført, hed byens øverste leder Proconsule, og repræsentanterne i byens råd var consules. Ordet consules nævnes første gang i Århus i 1284.
Længe var det kutyme, at kongen udpegede to borgmestre. Dette fortsatte også efter at byen fik folkevalgte borgmestre.
I 1619 indførte Kong Christian d. 4. et princip, hvor den ældste rådmand og borgmesteren byttede plads. Disse rådmænd, der var borgmestre midlertidigt, blev derfor kendt som "fastelavnsborgmestre". Ordningen blev afskaffet i midten af 1600-tallet.
- (Nævnt som Proconsule) 1395 Johannes Smed
- (Nævnt som Proconsule) 1395 Peder Vinmand
- (Nævnt som Proconsule) 1404 Peder Vinmand
- (Nævnt) 1404 Jens Brun
- (Nævnt) 1416 Thyri Esbernsen
- (Nævnt) 1416 Erik Litle
- (Nævnt) 1418 Eskil Mogensen
- (Nævnt) 1418 Bertel Gørval
- (Nævnt) 1423 Jens Pedersen
- (Nævnt) 1438 Mogens Nielsen
- 1440 - 1445 Jens Hvidsen
- 1440 - 1445 Peder Skytte
- (Nævnt) 1445 Peder Litle
- 1456 - 1474 Christian Mandrup
- (Nævnt) 1459 Jens Hvidsen
- 1462 - 1470 (måske frem til 1476) Mathias Pedersen
- 1471 - 1491 Claus Pedersen
- 1476 - 1497 (måske frem til 1504)
- 1496 - 1512 Erik Pedersen
- 1507 - 1521 Niels Andersen
- 1521 - 1540 Mogens Lauritsen
- 1526 - 1546 (måske frem til 1552) Michel Jensen
- 1540 - 1557 Knud Galthen
- 1552 - 1574 (måske frem til 1579) Laurids Fog
- 1559 - 1575 (måske frem til 1579) Peder Knudsen Skriver
- 1579 - 1584 Lauritz Christensen
- 1580 - 1588 Dines Thøgersen
- 1584 - 1615 Niels Pedersen Bording
- 1588 - 1608 (måske frem til 1612) Jørgen Jørgensen Sommerfeld
- (Nævnt) 1608 Oluf Rasmussen
- 1615 - 1618 Villum Johansen Worm
- 1617 - 1620 Hans Hansen Grønbæk
- 1619 - 1622 Peder Pedersen Borum
- 1622 - 1624 Villum Johansen Worm
- 1623 Clemen Jensen Smagbier (Fastelavnsborgmester)
- 1624 - 1625 Morten Jensen
- 1624 - 1626 Rasmus Pedersen Gius
- 1625 - 1626 Jens Sørensen Stigsen
- 1626 Søren Jensen Frost (Fastelavnsborgmester)
- 1628 Jens Lauridsen Bording
- 1629 - 1641 Peder Pedersen Borum
- 1632 Rasmus Pedersen Gius
- 1632 - 1640 Søren Jensen Frost
- 1641 - 1642 Jens Lauridsen Bording
- 1641 - 1642 Jens Christensen (Fastelavnsborgmester)
- 1642 Christen Carlsen
- 1646 Rasmus Nielsen Skriver
- 1646 Hans Pedersen Flensborg
- 1648 Anders Lydichsen
- 1648 - 1649 Wulff Baltzersen
- 1649 - 1650 Hans Pedersen Flensborg
- 1650 - 1652 Hans Jostsen
- 1650 - 1652 Rasmus Nielsen Skriver
- 1653 - 1658 Christen Carlsen
- 1653 - 1659 Anders Lydichsen
- 1659 - 1666 Christen Jensen
- 1664 - 1667 Christen Henrik Pedersen
- 1666 - 1679 Jesper Nielsen Hutfeld
- 1668 - 1670 Jacob Søren Schandorph
- 1670 - 1678 Jacob Michelsen
- 1670 - 1681 Jørgen Rasmussen Juel
- 1676 - 1680 Niels Madsen
- 1679 - 1695 Jens Rasmussen Laasbye
- 1681 - 1701 Michel Michelsen Malling
- 1695 - 1708 Jens Christensen Basballe
- 1701 - 1726 Hans Jensen Winther
- 1708 - 1710 Anders Henriksen Vendelboe
- 1710 - 1740 Christian Jensen Basballe
- 1726 - 1735 Ditlev Eggers
- 1735 - 1760 Peder Jensen Laasbye
- 1739 - 1749 Søren Michelsen Gylling
- 1740 - 1769 Mogens Andreas Geertsen
- 1762 - 1783 Frederik Christian Gleerup
- 1783 - 1800 Niels Rohde
- 1801 - 1813 Niels Hviid
- 1813 - 1818 Jens Leegaard Schumacher
- 1818 - 1847 Hans Alstrup Fleischer
- 1848 - 1866 Christian Ehlers Hertz
- 1866 - 1885 Ulrich Christian von Schmidten
- 1886 - 1905 Frederik Christian Bernhardt Stephan Vestergaard
- 1905 - 1919 Ernst Christopher Lorentz Drechsel
- 1926 - 1939 Knud Ørbæk Holch
- 1939 - 1941 Erik Høgstrøm

### Borgmestre i nuværende Aarhus Kommune
| År        | Navn                     | Parti             |
| --------- | ------------------------ | ----------------- |
| 1919-1932 | Jakob Jensen             | Socialdemokratiet |
| 1933-1941 | Hans Peder Christensen   | Socialdemokratiet |
| 1942-1945 | Erik Stecher Christensen | Socialdemokratiet |
| 1945-1958 | Svend Unmack Larsen      | Socialdemokratiet |
| 1958-1971 | Bernhardt Jensen         | Socialdemokratiet |
| 1971-1981 | Orly Hyllested           | Socialdemokratiet |
| 1982-1997 | Thorkild Simonsen        | Socialdemokratiet |
| 1997-2001 | Flemming Knudsen         | Socialdemokratiet |
| 2002-2005 | Louise Gade              | Venstre           |
| 2006-2011 | Nicolai Wammen           | Socialdemokratiet |
| 2011-2024 | Jacob Bundsgaard         | Socialdemokratiet |
| 2024-     | Anders Winnerskjold      | Socialdemokratiet |

## Kommunens historie
I begyndelsen af 1960'erne førte den daværende Århus Købstadskommune en række drøftelser med forstadskommunerne om sammenlægning. Det førte dog ikke nogen sammenlægning af kommunerne med sig i første omgang. Den 1. april 1962 blev Aarhus dog udvidet med dele af de nordlige forstadskommuner, Hasle, Tilst-Kasted og Vejlby Risskov kommuner, som overgav et areal på 19,03 km² med 1.150 indbyggere til Århus Købstadskommune. Kommunes areal blev dermed næsten fordoblet fra 19,81 km² til i alt 38,45 km².

### Kommunalreformen i 1970
Allerede inden kommunalreformen blev det forsøgt at danne Solbjerg som en levedygtig kommune syd for Aarhus:
| Kommune                  | Folketal november 1960 |
| ------------------------ | ---------------------- |
| Astrup-Tulstrup-Hvilsted | 1.347                  |
| Tiset                    | 1.024                  |
| Solbjerg                 | 2.371                  |

Med kommunalreformen mistede begrebet købstad sin betydning. 19 sognekommuner blev lagt sammen med Århus Købstadskommune til Aarhus Kommune i dens nuværende udstrækning:
| Kommune              | Folketal 1. januar 1970 |
| -------------------- | ----------------------- |
| Århus købstad        | 110.118                 |
| Beder-Malling        | 4.267                   |
| Borum-Lyngby         | 795                     |
| Brabrand-Sdr. Årslev | 12.240                  |
| Elev                 | 237                     |
| Elsted               | 2.465                   |
| Harlev-Framlev       | 2.568                   |
| Hasle                | 4.393                   |
| Hjortshøj-Egå        | 6.070                   |
| Holme-Tranbjerg      | 17.489                  |
| Mårslet              | 1.788                   |
| Ormslev-Kolt         | 3.403                   |
| Sabro-Fårup          | 1.803                   |
| Skødstrup            | 2.967                   |
| Solbjerg             | 3.041                   |
| Tilst-Kasted         | 2.741                   |
| Todbjerg-Mejlby      | 1.666                   |
| Trige                | 1.865                   |
| Vejlby-Risskov       | 16.709                  |
| Viby                 | 22.302                  |
| Åby                  | 12.087                  |
| I alt                | 231.014                 |

Hertil kom Fastrup ejerlav i Vitved Sogn, som ellers kom til Skanderborg Kommune. Aarhus Kommune afgav derimod 15 matrikler i Hvilsted Sogn til Odder Kommune og et lille areal i Skødstrup Sogn til Rosenholm Kommune.

### Strukturreformen i 2007
Aarhus Kommune ændrede ikke omfang ved strukturreformen. Men Samsø Kommune var på grund af sit indbyggertal i fare for at blive tvangsfusioneret med en anden kommune, så ø-kommunen benyttede sig af muligheden for at indgå en øsamarbejdsaftale med Aarhus Kommune, som derfor løser en række opgaver for Samsø.